# Lázaro Forero
Lázaro José Forero López (Maiquetía, estado La Guaira, Venezuela, 17 de diciembre de 1949) es un abogado y policía venezolano, que fue responsabilizado y en 2009 declarado culpable por los sucesos de Puente Llaguno, ocurridos el 11 de abril de 2002 en Caracas, y condenado a cumplir 30 años de prisión junto a Iván Simonovis y Henry Vivas, la pena máxima en Venezuela.  Forero es considerado como un preso político por defensores de derechos humanos.En 2011, Lázaro Forero recibió un beneficio de libertad condicional debido por motivos humanitarios tras detectarle cáncer de próstata. 

## Detención
Fue responsabilizado y en 2009 declarado culpable por los sucesos de Puente Llaguno, ocurridos el 11 de abril de 2002 en Caracas, y condenado a cumplir 30 años de prisión junto a Iván Simonovis y Henry Vivas, la pena máxima en Venezuela.  En 2011, Lázaro Forero recibió un beneficio de libertad condicional debido por motivos humanitarios porque le fue detectado un cáncer de próstata.
El 16 de abril de 2012, el exmagistrado del Tribunal Supremo de Justicia de Venezuela, Eladio Aponte Aponte, escribió una carta en San José, Costa Rica, en la que confesó haber recibido órdenes y presiones del presidente Hugo Chávez para condenar sin derecho al jefe de la seguridad ciudadana de la Alcaldía Mayor de Caracas Iván Simonovis y a los comisarios de la Policía Metropolitana Henry Vivas y Lázaro Forero, aplicando la pena máxima por su participación en los sucesos de abril de 2002. La carta sería divulgada en septiembre.